# Alexandre Kojève
Alexandre Kojève (in russo Александр Владимирович Кожевников?, Aleksandr Vladimirovič Koževnikov; Mosca, 11 maggio 1902 – Bruxelles, 4 giugno 1968) è stato un filosofo francese di origini russe, considerato, soprattutto in Francia, uno dei maggiori interpreti della lezione hegeliana.

## Biografia
Nato da una famiglia di commercianti, nipote del pittore Vasilij Kandinskij, Kojève dimostra sin da piccolo una precoce vivacità intellettuale. Il padre morì sul fronte durante il conflitto russo-nipponico, e poco dopo la madre sposò un commilitone del marito di nome Lemkul, il quale garantì ad Alexandre un'adolescenza agiata e ricca di stimoli culturali.
Da adolescente comincia a redigere il suo Diario del filosofo, in cui annota non solo le proprie vicende biografiche ma anche le prime riflessioni filosofiche. Dopo la Rivoluzione d'ottobre viene scoperto e arrestato dalla polizia bolscevica per aver preso parte al mercato nero. Abbandona la Russia nel 1920, per poter continuare gli studi universitari che a Mosca gli venivano negati.
Decide così di partire con l'amico Georg Witt: dopo un lungo e avventuroso viaggio (in Polonia finisce in carcere con l'accusa di essere una spia bolscevica), giunge in Germania. Studia a Berlino e a Heidelberg, laureandosi con Karl Jaspers con una tesi su Solov'ëv. Dopo gli studi universitari decide di trasferirsi a Parigi, nel 1926. Qui frequenta l'amico Alexandre Koyré, il quale nel 1933 lascia la cattedra presso l'École Pratique des Hautes Études per un incarico al Cairo, chiedendo a Kojève di sostituirlo e nel 1933 egli assume la cattedra vacante dando così il via al leggendario seminario kojèviano sulla Fenomenologia dello spirito di Hegel.
Trattandosi di una cattedra di filosofia delle religioni, era necessario mettere in evidenza le idee religiose di Hegel, inserendosi nel solco ermeneutico tracciato dai suoi predecessori; ma a differenza di Koyré, che aveva commentato i testi anteriori alla Fenomenologia dello Spirito, Kojève dedicò la sua attenzione interamente a quest'ultima opera. Quel che ne emerse fu molto di più di un commento in chiave religiosa, perché, come ebbe a dire lo stesso autore, nel riassunto del corso 1933-1934, "...il metodo di cui Hegel si serve nella Fenomenologia non consente di isolare le parti religiose, ed è stato dunque necessario commentare l'insieme dell'opera
Le lezioni si protrarranno fino al 1939, diventando un punto di riferimento della filosofia francese (ma non solo) del Novecento. Queste lezioni furono seguite da intellettuali quali Raymond Queneau, Georges Bataille, Raymond Aron, Roger Caillois, Michel Leiris, Henry Corbin, Léon Poliakov, Maurice Merleau-Ponty e Jacques Lacan (ma vi passarono a volte anche André Breton e Hannah Arendt).
Il 4 dicembre 1937 Kojève tenne una conferenza al "Collège de sociologie" dal titolo Le concezioni hegeliane. Scrive Roger Caillois: «Questa conferenza ci sconvolse, non solo per il vigore intellettuale di Kojève, ma per le sue stesse conclusioni. Lei [Gilles Lapouge] ricorderà che Hegel parla dell'uomo a cavallo che segna la fine della storia e della filosofia. Per Hegel, quell'uomo era Napoleone. Ebbene! Kojève ci svelò quel giorno che Hegel, pur avendo avuto una giusta intuizione, si era sbagliato di un secolo: l'uomo della fine della storia non era Napoleone, ma Stalin».
Negli anni Quaranta del Novecento Kojève iniziò a indicare come modello poststorico l’American way of life e a identificare lo Stato Universale Omogeneo con la piena realizzazione del progresso dello Stato moderno. 
Durante la guerra, si rifugiò per un periodo a Marsiglia, dov'era anche il suo amico Léon Poliakov con il quale collaborerà alla Resistenza.
Finita la guerra, Kojève entra a far parte dell'Amministrazione francese, ricoprendo il ruolo di alto funzionario dello Stato. Da quel momento dirà che gli era possibile dedicarsi alla filosofia solo di domenica - da cui il soprannome datogli da Raymond Queneau "il filosofo della domenica". In realtà continuò a dialogare con importanti filosofi, da Leo Strauss a Carl Schmitt, e a scrivere saggi che verranno pubblicati soprattutto postumi.
Nel 1959 dopo un viaggio in Giappone, la civiltà giapponese gli appare forma ultima della realizzazione della fine della storia, espressione del darsi gratuito, non più legato alle logiche del lavoro, della negatività.
Morì a Bruxelles nel 1968.

## Introduzione alla lettura di Hegel
Il corso che Kojève tenne sulla Fenomenologia dello Spirito ebbe un enorme successo: numerosi gli intellettuali francesi che presero parte alle lezioni. Kojève enfatizzò volutamente alcuni contenuti della Fenomenologia a scapito di altri: la dialettica servo/padrone divenne così il cardine della sua lettura hegeliana.

## Opere
- Die religioese Philosophie Wladimir Solowjews, Heidelberg Univ., Diss. 1926
- Die Geschichtsphilosophie Wladimir Solowiews, Sonderabdruck. Bonn, Friedrich Cohen, 1930
- La metaphysique religieuse de Vladimir Solov'ev, 1934-35
  - Sostituirsi a Dio. Saggio su Solov'ev, a cura di Marco Filoni, trad. Luana Salvarani, Milano, Medusa, 2009, ISBN 978-88-7698-191-3
- La Notion de l'autorité (1942, pubblicato postumo nel 2004)
  - La nozione di Autorità, a cura di Marco Filoni, Collana Biblioteca Filosofica, Milano, Adelphi, 2011, ISBN 978-88-459-2620-4
- Introduction à la lecture de Hegel, Leçons sur la Phénoménologie de l'esprit professées de 1933 à 1939 à l'École des Hautes Études, riunite e pubblicate a cura di Raymond Queneau, Paris, Gallimard, 1947
  - trad. parziale di Paolo Serini, La dialettica e l'idea della morte in Hegel, Torino, Einaudi, 1948; nuova ed. con un saggio introduttivo di Remo Bodei, ivi, 1991
  - trad. Introduzione alla lettura di Hegel, a cura di Gian Franco Frigo, Milano, Adelphi, 1996
- Les romans de la sagesse, in "Critique", LX, 1952 [sui romanzi di Queneau]
- Tyrannie et Sagesse, in Leo Strauss, De la Tyrannie, 1954
  - trad. in Il silenzio della tirannide, a cura di Antonio Gnoli, Milano, Adelphi, 2004
- Essai d'une histoire raisonnée de la philosophie païenne:
  - Vol. 1: Les présocratiques, 1968
    - trad. parz. di Marco Filoni, Introduzione al sistema del sapere: il concetto e il tempo, Vicenza, Neri Pozza, 2005

  - Vol. 2: Platon et Aristote, 1972
  - Vol. 3: La philosophie hellénistique. Les néo-platoniciens, 1973
- Kant (1973)
- Esquisse d'une phénoménologie du droit, 1981
  - trad. di Rosabruna D'Ettorre, Linee di una fenomenologia del diritto, introduzione di Francesco D'Agostino, Milano, Jaca Book, 1989
- L'Empereur Julien et son art d'écrire, 1990
  - trad. di Luisa Ginzburg, L'imperatore Giuliano e l'arte della scrittura, introduzione di Mario Vegetti, Roma, Donzelli, 1998
- Le concept, le temps et le discours, 1990
- L'Idée du déterminisme dans la physique classique et dans la physique moderne (1990)
  - trad. Sofia Moreno, L'idea di determinismo nella fisica classica e nella fisica moderna, a cura di Mauro Sellitto, Collana Biblioteca Scientifica, Milano, Adelphi, 2018, ISBN 978-88-459-3287-8
- L'Athéisme, 1998
  - trad. di Claudia Zonghetti, L'ateismo, a cura di Elettra Stimilli e Marco Filoni, Macerata, Quodlibet, 2008
- Les peintures concrètes de Kandinsky, 2002
  - trad. Le pitture concrete di Kandinskij, a cura di Alfonso Cariolato, Milano, Abscondita, 2004
  - trad. di Marco Filoni e Antonio Gnoli, Kandinsky, Macerata, Quodlibet, 2005
- Identité et Réalité dans le «Dictionnaire» de Pierre Bayle, Paris, Gallimard, 2010
- Oltre la fenomenologia. Recensioni (1932-1937), a cura di Giampiero Chivilò, Mimesis, Milano-Udine, 2012
- Diario del filosofo, a cura di Marco Filoni, traduzione dal russo di Claudia Zonghetti, Aragno, Torino, 2013